# Riedenhof (Gemeinde Achau)
Riedenhof oder Am Riedenhof ist eine Siedlung in der Gemeinde Achau im Bezirk Mödling in Niederösterreich.

## Geografie
Der nordöstlich von Achau liegende Riedenhof befindet sich knapp unterhalb des Zusammenflusses von Schwechat, Mödlingbach, Krottenbach und Triesting an jener Stelle, wo die Wassermassen gesammelt und seit dem 18. Jahrhundert kanalisiert als Mitterbach zur Donau abgeleitet werden. Das ehemalige Flussbett der Schwechat, das durch den Riedenhof verläuft, wird seitdem wie ein Werkskanal genutzt und ist an der Ausleitung aus dem Mitterbachkanal mittels einer Wehranlage gesichert.
Am 1. April 2020 umfasste die Siedlung 12 Gebäude.

## Geschichte
Der Riedenhof stammt vermutlich aus dem 12. Jahrhundert und wurde früh zur wehrhaften Anlage ausgebaut, wie ein außenseitig aufragender Wehrturm zeigt. Der Name leitet sich vermutlich von Rüdenhof ab und verweist auf jene Zeit, als die Laxenburger Schlossherrn hier ihre Hundemeute hielten. Im Jahr 1661 zählte die mit fünf Mahlgängen ausgestattete Riedenmühle zu den größten Niederösterreichs. Bis 1732 bildete Riedenhof eine eigene Herrschaft kam danach an die Herrschaft Achau, die die Gutsherren von Moser innehatten. Am Beginn des 20. Jahrhunderts errichtete der Besitzer der 1879 gegründeten Ersten österreichisch-ungarischen Filzfabrik (später Ersten Wiener Filzfabrik), Adolf Duschnitz, am Werkskanal ein langgestrecktes, dreigeschoßiges Fabrikgebäude. Die Filzfabrik war fortan in der Gemeinde der größte Arbeitgeber und erzeugte vorwiegend technische Filze, doch auch Güter des täglichen Bedarfes wie Hausschuhe.
Während des Zweiten Weltkrieges, als der Riedenhof ein Teil von Groß-Wien war, befand sich hier ein Arbeitslager für russische Zwangsarbeiter eingerichtet.

## Aktuelle Nutzung
Bekannt ist der Riedenhof heute vor allem durch das Landestierheim Gut Riedenhof, das sich, obwohl es 2014 vom Land zum Landestierheim erhoben wurde, dennoch aus privaten Spenden finanzieren muss.